# San Martín Texmelucan
San Martín Texmelucan là một đô thị thuộc bang Puebla, México. Năm 2005, dân số của đô thị này là 130316 người.